# Capilla de San Juan Bautista (Xochimilco)
La Capilla de San Juan Bautista es un pequeño católico ubicado en el barrio de San Juan de la Alcaldía Xochimilco de la Ciudad de México y fue construido a mediados del siglo XVIII. Fue declarada monumento histórico el 14 de junio de 1932.

## Historia
Las principales calles de acceso son: Matamoros y Sabino.
La capilla ocupa el mismo lugar que ocupaban los templos que los indígenas tenían para adorar a sus dioses. Esta capilla fue edificada con los mismos restos arqueológicos prehispánicos de esos oratorios. 
Esta Capilla fue construida en el año 1730, por la Orden Franciscana. Fue una de las 15 ermitas, construidas a finales del siglo XVII en cada uno de los barrios de Xochimilco; fue construida con restos arqueológicos prehispánicos y como su nombre lo dice, está dedicada a San Juan Bautista. 
La fachada principal está cubierta con cal y arena con tonos blancos y amarillos; los muros y la cubierta son de piedra. El interior de la capilla cuenta con tres arcos de medio punto, formando una bóveda de medio cañón.
Dentro de la capilla, el altar, el trascoro, el retablo y el ábside no cuentan con ornamentación. En el centro se destana la imagen de San Juan Bautista y se destaca la figura de Cristo sosteniendo la cruz. 
La capilla cuenta con una capacidad para ochenta personas y solo tiene acceso los días 24 de cada mes; el 24 de junio que se celebra el Día de San Juan.
Cada año, los vecinos realizan colectas destinadas a cubrir los gastos que ocasiona el Día de San Juan, estas colectas serán tomadas por la comisión para que esta se encargue del pago cohetes, bandas musicales, arreglo de la iglesia, calles, portadas, etc.

## Leyenda de la fundación de la Capilla de San Juan Bautista
Se cuenta que al construir la capilla, a los indígenas les faltaba material, entonces fuero a ver a los tepoztecas y les pidieron piedras para terminarla, a su vez a ellos les hacía falta agua; entonces decidieron hacer un intercambio de materiales para que ambos pueblos pudieran terminar rápidamente sus templos, los xochimilcas les mandarían agua y los tepoztecas piedras.
Los xochimilcas fallaron con lo pactado, mientras que los tepoztecas formaron un camino y de mano a mano llevaron las piedras a San Juan de Xochimilco, entonces los dueños de las piedras fueron a reclamar el agua y comenzaron a dar patadas a la Iglesia. Como esta no contaba con paredes firmes y la construcción no estaba bien formada, los muros empezaron a derrumbarse. Al constatarse de esto, los xochimilcas fueron por tule e hicieron largas cadenas y con eso amarraron la iglesia para evitar su colapso.

### Descripción de exterior
La capilla está orientada hacia el poniente. Su puerta en arco, con dos columnas laterales de cantera labrada con frisos; estas columnas continúan hacia arriba, uniéndolas otra cornisa, terminando cada columna hay dos figuras de cantera en relieve, simulando candelabros o floreros. De cada lado de la puerta hay dos nichos en imposta empotrados en los espesos muros; la base de estos nichos es de cantera labrada; también de cada lado de la fachada hay dos contrafuertes en forma de pilares. La fachada tiene un nicho con una imposta al centro; termina la construcción en pendiente a los lados con forma de onda, rematando en cada esquina con dos pequeñas almenas.
Su cúpula tiene rasgos de estilo mudéjar y le da una semblanza de construcción árabe cristiana; no es raro encontrar este estilo en muchas construcciones en iglesias de monasterios, ya que este estilo tomo gran popularidad durante la invasión árabe a España. También, esta cúpula cuenta con ocho ventanas coronadas con frisos, tiene linternilla y remata con una cruz. 
La capilla de San Juan Bautista es una de las capillas de Xochimilco de mayor impacto arquitectónico, aunque en ella se encuentren varios estilos en mezcolanza. Del lado derecho de la capilla se encuentra una placa que hace mención al embajador de la República del Ecuador. La placa reza así: “Confraternidad México Ecuatoriana – Plaza Pujilí – Pujilí Xochimilco, México Noviembre 1949”.

#### Descripción interior
Cuenta con un estilo neoclásico, sobre todo el altar que es de madera bellamente labrada. En el centro el Santo Patrono San Juan Bautista en un nicho con imposta; de cada lado, tres columnas lisas.
De cada lado del presbiterio, hay pinturas de cierta antigüedad; son dos monogramas de Jesús y de María, entrelazados por grecas o cenefas.  
La cúpula tiene pinturas que datan de cuarenta años; representan pequeños ángeles entre nubes y la Santísima Trinidad coronando a la Virgen de Guadalupe. En las pechinas hay cuatro pinturas que representan a los cuatro evangelistas. Las bóvedas son de tipo cañón corrido, con dos arcos decorados con rosetones y grecas en estuco. Estos arcos descansan en columnas de piedas que pertenecieron a los antiguos oratorios paganos.